# آرپنیک چارنتس
آرپنیک چارنتس (ارمنی: Արփենիկ Չարենց؛ ۲۵ ژوئیهٔ ۱۹۳۲ – ۱۲ فوریهٔ ۲۰۰۸) یک نویسنده، منتقد ادبی و متخصص تحقیقات دربارهٔ چارنتس اهل ارمنستان بود. وی دختر شاعر بزرگ ارمنیان یقیشه چارنتس است.

## زندگی‌نامه
پس از دستگیری پدرش در سال ۱۹۳۷ در دوران وحشت استالینیسم وی در خانه کودکان کاناکار زندگی می‌کرد. وی در دانشگاه دولتی ایروان در رشته فلسفه به تحصیل پرداخت. آرپنیک یکی از مبتکران، بانیان و رئیس شورای عالی «خانه-موزه چارنتس» در ایروان بود. کتابخانه شخصی پدرش با ۶۰۰۰ جلد کتاب را جمع‌آوری و دربارهٔ آثار ادبی و داستان زندگی یقیشه چارنتس تحقیقاتی نمود و آن را در سرتا سر کشور انتشار داد. وی رمان‌ها، مجموعه داستان‌ها و خاطرات دربارهٔ دوران کودکی غمگین خویش نگاشت و عضو اتحادیه نویسندگان ارمنستان بود.

## کتاب‌ها
- The Unknown Inside the Known, ایروان، ۲۰۰۵
- دانشگاه‌های من، ایروان، ۲۰۰۰
- دعاکنندگان یقیشه چارنتس، ایروان، ۱۹۹۹
- خانهٔ کودکان، ایروان، ۱۹۹۴